# Bausch & Lomb Championships 1993
Bausch & Lomb Championships 1993 — жіночий тенісний турнір, що проходив на відкритих кортах з ґрунтовим покриттям на острові Амелія (США). Належав до турнірів 2-ї категорії в рамках Туру WTA 1993. Відбувсь учотирнадцяте і тривав з 5 до 11 квітня 1993 року. Аранча Санчес Вікаріо здобула титул в одиночному розряді.

## Фінальна частина

### Одиночний розряд
Аранча Санчес Вікаріо —  Габріела Сабатіні 6–2, 5–7, 6–2
- Для Санчес Вікаріо це був 2-й титул за сезон і 10-й — за кар'єру.

### Парний розряд
Мануела Малєєва-Франьєре /  Лейла Месхі —  Аманда Кетцер /  Інес Горрочатегі 3–6, 6–3, 6–4
- Для Малеєвої-Франьєре це був 1-й титул за рік і 4-й — за кар'єру. Для Месхі це був 2-й титул за сезон і 4-й — за кар'єру.